# Анекдотичні докази
Анекдотичні докази — це свідчення, що ґрунтуються лише на особистих спостереженнях, зібраних випадковим або несистематичним способом. Цей термін іноді використовується в юридичному контексті для опису певних видів свідчень, які не підтверджені об'єктивними незалежними доказами, такими як нотаріально завірена документація, фотографії, аудіовізуальні записи тощо.
У разі використання в рекламі чи просуванні продукту, послуги чи ідеї анекдотичні звіти часто називають відгуками, які суворо регулюються в деяких юрисдикціях.
Порівняно з іншими типами доказів, анекдотичні докази зазвичай вважаються обмеженими в цінності через ряд потенційних недоліків, але можуть розглядатися в рамках наукового методу, оскільки деякі неофіційні докази можуть бути як емпіричними, так і перевіреними, наприклад, у використанні тематичних досліджень в медицині. Інші неофіційні свідчення, однак, не кваліфікуються як Наукові докази, оскільки їх природа не дозволяє досліджувати їх науковим методом. Якщо представлено лише один або кілька анекдотів, існує більша ймовірність того, що вони можуть бути недостовірними через вибрані або іншим чином нерепрезентативні зразки типових випадків. Подібним чином психологи виявили, що через когнітивні упередження люди частіше запам'ятовують помітні чи незвичайні приклади, а не типові приклади. Таким чином, навіть будучи точними, анекдотичні свідчення не обов'язково є репрезентативними для типового досвіду. Щоб точно визначити, чи є випадок типовим, потрібні статистичні дані. Зловживання анекдотичними свідченнями у формі аргументу з випадку є неформальною помилкою, яку іноді називають помилкою «людини, яка» («Я знаю людину, яка…» ; «Я знаю випадок, коли…» тощо), що надає надмірної ваги досвіду близьких однолітків, який може бути нетиповим.
У всіх формах анекдотичних свідчень їх надійність за об'єктивної незалежної оцінки може бути під сумнівом. Це є наслідком неофіційного способу збору, документування, представлення інформації або будь-якої комбінації цих трьох причин. Цей термін часто використовується для опису доказів, для яких немає документації, що залишає перевірку залежною від довіри до сторони, яка надає докази.

## Науковий контекст
У науці визначення анекдотичних свідчень включає:
- «випадкові спостереження або вказівки, а не суворий або науковий аналіз»[7]
- «інформація, що передається із вуст в уста, але науково не задокументована»[8]
- «докази, які походять з індивідуального досвіду. Це може бути досвід людини з хворобою або досвід практикуючого лікаря, заснований на одному або кількох пацієнтах за межами офіційного дослідження.»[9]
- «повідомлення однієї чи кількох осіб про досвід, який не є об'єктивно задокументованим, або досвід чи результат, що стався поза межами контрольованого середовища»[10]

Анекдотичні свідчення можуть мати різний ступінь формальності. Наприклад, у медицині опубліковані анекдотичні свідчення навченим спостерігачем (лікарем) називають звітом про випадок і піддають офіційній експертній оцінці. Хоча такі докази не вважаються переконливими, дослідники іноді можуть розглядати їх як запрошення до більш ретельного наукового вивчення даного явища. Наприклад, одне дослідження показало, що 35 із 47 анекдотичних повідомлень про побічні ефекти ліків пізніше були підтверджені як «абсолютно правильні».
Анекдотичні свідчення вважаються найменш надійним типом наукової інформації. Дослідники можуть використовувати анекдотичні свідчення для висунення нових гіпотез, але ніколи як докази для підтвердження.
Анекдотичні докази часто є ненауковими або псевдонауковими, оскільки різні форми когнітивних упереджень можуть впливати на збір або представлення доказів. Наприклад, хтось, хто стверджує, що мав зустріч із надприродною істотою чи інопланетянином, може представити дуже яскраву історію, але вона не є фальсифікуємою. Це явище також може статися з великими групами людей через суб'єктивну перевірку.
Анекдотичні свідчення також часто неправильно тлумачаться через евристику доступності, що призводить до переоцінки поширеності. Там, де причину можна легко пов'язати з наслідком, люди переоцінюють ймовірність того, що причина має такий наслідок (наявність). Зокрема, яскраві, емоційно насичені випадки здаються правдоподібнішими, їм надається більша вага. Пов'язана проблема полягає в тому, що зазвичай неможливо оцінити для кожного анекдотичного свідчення відсоток людей, які не повідомляють про ці анекдотичні свідчення серед населення.

Поширений спосіб, у який анекдотичні докази стають ненауковими, полягає в помилкових міркуваннях, таких як помилка post hoc ergo propter hoc, людська схильність припускати, що якщо одна подія відбувається за іншою, то перша має бути причиною другої. Інша помилка пов'язана з індуктивним міркуванням. Наприклад, якщо випадок ілюструє бажаний висновок, а не логічний висновок, це вважається помилковим або поспішним узагальненням. Наприклад, ось анекдотичні докази, представлені як доказ бажаного висновку:
Існує безліч доказів того, що питна вода лікує рак. Минулого тижня я прочитав про дівчину, яка помирала від раку. Випивши води, вона вилікувалася.
Такі випадки нічого не доводять. У будь-якому випадку, коли певний фактор впливає на ймовірність результату, а не однозначно його визначає, окремі випадки нічого не доводять; наприклад, «мій дідусь курив дві пачки на день, поки не помер у 90 років» і «моя сестра ніколи не курила, але померла від раку легенів». Випадки часто посилаються на виняток, а не на правило: «Анекдотичні свідчення марні саме тому, що вони можуть вказувати на ідіосинкратичні реакції».
Загалом, статистична кореляція між речами сама по собі не доводить, що одна викликає іншу (причинно-наслідковий зв'язок). Дослідження показало, що перегляд телевізора тісно пов'язаний зі споживанням цукру, але це не доводить, що перегляд викликає споживання цукру (або навпаки).
У медицині неофіційні докази також залежать від ефекту плацебо: добре встановлено, що очікування пацієнта (або лікаря) можуть справді змінити результат лікування. Лише подвійні сліпі рандомізовані плацебо -контрольовані клінічні дослідження можуть підтвердити гіпотезу про ефективність лікування незалежно від очікувань.
Навпаки, у науці та логіці «відносна сила пояснення» ґрунтується на його здатності бути:
- перевіреним або повтореним
- доведеним, що воно пов'язано із зазначеною причиною, і
- перевірятися в нейтральних умовах таким чином, що інші дослідники погодяться, що це було виконано компетентно, і зможуть перевірити самі

Анекдотичні свідчення також активно використовувалися в обговоренні вакцини MMR, широка публіка використовувала анекдотичні свідчення про зв'язок вакцини з аутизмом та іншими захворюваннями, що проявилися в деяких випадках незадовго після використання вакцини, щоб стимулювати експертну спільноту до проведення нових досліджень, підтвердити безпеку вакцини.

## Наукові докази як юридичні докази
У певних ситуаціях наукові докази, представлені в суді, також повинні відповідати вимогам законодавства щодо доказів. Наприклад, у Сполучених Штатах експертні свідчення свідків мають відповідати стандарту Добера. Це рішення стверджує, що перш ніж експерти нададуть докази свідкам, методологія має бути «загальноприйнятою» серед науковців. У деяких ситуаціях неофіційні свідчення можуть відповідати цьому порогу (наприклад, певні випадки, які підтверджують або спростовують інші свідчення).
Альтман і Бланд стверджують, що звіт про випадок або статистичний викид не можна відкидати як неважливі: «Для рідкісних і незвичайних захворювань незначний результат у рандомізованому дослідженні не обов'язково означає відсутність причинно-наслідкового зв'язку між відповідним агентом і хворобою».